# Andrea Quarisa
Andrea Quarisa (Venezia, 19 aprile 1992) è un cestista italiano.

## Carriera

### Le giovanili e gli esordi
Cresce nel settore giovanile di Treviso, con cui, all'ultimo anno, vince lo scudetto under 19. Con Riccardo Artoni come procuratore, diventa professionista e gioca la sua prima stagione in Serie B a Latina. Con i laziali si qualifica ai play-off da ottava testa di serie, ma esce ai quarti di finale. L'anno successivo passa ad Agrigento e arriva fino alle semifinali playoff di serie B.

### L'approdo in A2
Nella stagione 2013-14 passa a Casalpusterlengo, in serie A2 silver, e va a un passo dalla promozione in A2 gold, perdendo 3 a 2 la serie finale contro Mantova, all'ultimo tiro. Si conclude con quella partita il suo terzo e ultimo anno da under. L'anno seguente torna in serie B, a Cento, dove vince da protagonista la regular season, ma viene eliminato al primo turno dei play-off.

### Le stagioni a San Severo e gli infortuni
Nell'estate 2015 passa a San Severo, in serie B. Gioca una prima stagione di alto livello, sempre tra i top nella classifica rimbalzi. Perde in semifinale play-off con Pescara e in gara-2 si rompe il legamento crociato del ginocchio destro. L'anno successivo rientra a novembre dall'infortunio, si qualifica nuovamente per i play-off, ma viene eliminato ai quarti da Cassino. Nel 2017-18 arriva il salto in A2 gold a Jesi, ma dopo 11 partite giocate con la squadra marchigiana si rompe il legamento crociato, questa volta del ginocchio sinistro. Nel 2018-19 passa a Verona, in una squadra che ambisce alla promozione in serie A1, ma il cammino dei veneti si interrompe ai quarti di finale play-off, con la sconfitta per 3-2 contro Treviglio.

### L'esordio in A1 con Pistoia
Nell'estate del 2019, viene ingaggiato da Pistoia, dove a 27 anni, esordisce in Serie A segnando i suoi primi punti nella massima categoria italiana alla seconda di campionato, contro la Virtus Bologna. Dopo soli sette mesi, tuttavia, lascia Pistoia e il 13 febbraio 2020, fa ritorno dopo nemmeno due anni a Jesi, militando in serie B. Il 15 febbraio successivo, all'esordio con la maglia arancio-blu, segna 16 punti nella gara vinta in casa contro Faenza, prima che il campionato venga bloccato a causa dell'emergenza COVID-19.

### Nazionale
Ha fatto parte delle varie nazionali giovanili dal 2008 al 2012.